# Triều Tiên Anh Tổ
Triều Tiên Anh Tổ (chữ Hán: 朝鮮英祖; Hangul: 조선 영조, 31 tháng 10 năm 1694 – 22 tháng 4 năm 1776) là vị quốc vương thứ 21 của nhà Triều Tiên. Ông trị vì từ năm 1724 đến năm 1776, tổng cộng 52 năm, lâu nhất trong các đời quốc vương của Triều Tiên. Ông cũng là vị quốc vương thọ nhất của Triều Tiên vương triều (82 tuổi).
Triều đại của Anh Tổ đại vương đánh dấu sự phục hồi và phát triển của nền kinh tế Triều Tiên, ông giảm thiểu tối đa chính sách thuế nặng của dân chúng và giữ chính sách điều khiển các phe phái tranh đấu, gọi là Đãng bình (蕩平; 탕평).
Tuy nhiên, ông mắc sai lầm được coi là nổi tiếng trong lịch sử, khi xử tử Trang Hiến Thế tử vào năm 1762, gây tranh cãi lớn trong đương thời và về sau. Dù vậy, triều đại của ông vẫn gây hình ảnh tốt đẹp bởi sự thịnh vương lâu dài và chủ trương theo đức hạnh Nho giáo ôn hòa và kỷ cương.

## Tiểu sử
Triều Tiên Anh Tổ có tên húy là Lý Khâm (李昑), ấu danh Hi Thọ (禧壽), tên tự là Quang Thúc (光叔). Ông được sinh ra ở Xương Đức cung, Bảo Khánh đường (昌德宮寶慶堂); vào ngày 13 tháng 9 âm lịch (tức 31 tháng 10 theo dương lịch), vào năm Túc Tông thứ 20 (1694). Ông là con trai thứ tư của Triều Tiên Túc Tông, mẹ ông là Hòa Kính Thục tần Thôi thị, người ở Hải Châu.
Năm 1699, ông được phong làm Diên Nhưng quân (延礽君). Năm 1704, khi được ông làm gia lễ với con gái của đại thần Từ Tông Đệ (徐宗悌).
Túc Tông đại vương sinh thời khá yêu quý Diên Linh quân (延齡君), còn Diên Nhưng quân lại hay bị khiển trách. Đặc biệt, khi Thục tần Thôi thị qua đời, việc Diên Nhưng quân mặc tang phục trong kì để tang đã khiến Túc Tông tức giận và trách mắng, còn không cho triệu kiến trong suốt mấy tháng liền.
Năm 1720, Vương thế tử Lý Quân kế vị sau khi Túc Tông đại vương qua đời, trở thành Triều Tiên Cảnh Tông.

## Kế vị
Cảnh Tông tuy đã lập gia thất từ lâu nhưng vẫn chưa có người nối dõi nên đã lập Diên Nhưng quân làm Vương thế đệ (王世弟, 왕세제). Bấy giờ, triều thần quyết liệt phản đối Diên Nhưng quân kế vị chức vụ Trữ quân. Phái Lão Luận liên tục gửi tấu chương gây sức ép, phái Thiếu Luận bày kế hoạch ám sát Diên Nhưng quân bằng cách dựng lên màn kịch săn lùng một con cáo trắng thành tinh ám trong cung điện. Tuy vậy do có Nhân Nguyên Vương hậu Kim thị đứng ra bảo hộ, ông đã bình yên ngồi vững ngôi vị Trữ quân trong suốt thời gian Cảnh Tông còn sống.
Ngày 11 tháng 10, năm Cảnh Tông thứ 4 (1724), Cảnh Tông thăng hà sau 4 năm trị vì. Do Cảnh Tông đại vương tuổi còn trẻ mà đã sớm băng hà nên có xuất hiện tin đồn tân vương sát hại huynh trưởng giành ngai vị. Tuy nhiên, nhiều nhà sử học ngày nay cho rằng vua Cảnh Tông chết vì ngộ độc thực do ăn hải sản bị nhiễm khuẩn, bởi sử sách mô tả vua có nhiều triệu chứng của bệnh.
Ngày 16 tháng 10, 1724, Diên Nhưng quân lên ngôi, trở thành vị quân vương thứ 21 của nhà Triều Tiên.

## Trị vì
Năm 1728, phe Thiếu luận sai Lý Lân Tá (李麟佐), Trịnh Hi (鄭希) khởi binh để đưa tông thất Mật Phong quân (cháu của Chiêu Hiển Thế tử) Lý Thản làm Quân (君), song thất bại, sử sách gọi là Mậu Thân chính biến (戊申政變).
Anh Tổ đại vương là người chịu ảnh hưởng sâu sắc Nho giáo Triều Tiên. Thời trị vì của ông và cháu ông Triều Tiên Chính Tổ, Nho giáo thịnh vượng, kinh tế được phục hồi sau các cuộc chiến cuối thế kỉ XVI đầu thế kỉ XVII. Ông bổ nhiệm Phác Văn Tú làm Ám hành ngự sử (暗行御史, 암행어사), được hiểu là quan giám sát mật của triều đình, khâm sai đi khắp đất nước trị quan tham nhũng.
Anh Tổ đại vương là vị quốc vương đầu tiên chống lại việc truyền bá Công giáo La Mã tại Triều Tiên. Đến thế kỉ XVIII, Công giáo La Mã đã gây ảnh hưởng đến quốc gia này, đặc biệt hai đạo Giang Nguyên và Hoàng Hải. Năm 1758, Anh Tổ chính thức đặt Công giáo La Mã ngoài vòng pháp luật.
Theo sử sách, việc làm sai lầm nhất của ông là bức tử Trang Hiến Thế tử, con trai ông vì nghi Thế tử bị bệnh điên và có ý tạo phản. Vào một ngày nóng tháng 8 năm 1767, Trang Hiến Thế tử được lệnh leo vào một thùng gạo lớn. Người ta đã bịt chặt thùng gạo, và Thế tử chết sau 8 ngày vì ngạt thở. Vị trí kế vị được chuyển cho cháu ông là Lý Toán (李祘), con trai của Trang Hiến Thế tử.

## Qua đời
Năm 1776, ngày 5 tháng 3 âm lịch (tức ngày 22 tháng 4), ông thăng hà ở Tập Khánh đường, thuộc Khánh Hy cung (慶熙宮集慶堂), hưởng thọ 82 tuổi. Vương thế tôn Lý Toán lên kế vị, tức Triều Tiên Chính Tổ.
Ông được an táng tại Nguyên Lăng (元陵, 원릉), hiện nay ở thành phố Cửu Lý. Miếu hiệu của ông là Anh Tổ (英祖), thụy hiệu ngắn gọn là Trang Thuận Chí Hành Hy Kính Hiển Hiếu Đại Vương (莊順至行熙敬顯孝大王).

## Gia đình
- Thân phụ: Triều Tiên Túc Tông.
- Thân mẫu: Hòa Kính Thục tần Thôi thị (和敬淑嬪崔氏, 1670 - 1718), người ở Hải Châu. Anh Tổ sau khi kế vị đã dâng cung hiệu là Dục Tường Cung (毓祥宮).
- Hậu cung:

1. Trinh Thánh Vương hậu Từ thị (貞聖王后徐氏, 1692 - 1757), người ở Đạt Thành, là con gái của Đạt Thành Phủ viện quân Từ Tông Đệ (達城府院君徐宗悌) và Sầm Thành phủ phu nhân Lý thị ở Ngưu Phong (岑城府夫人牛峯李氏).
2. Trinh Thuần Vương hậu Kim thị (貞純王后金氏, 1745 - 1805), người ở Khánh Châu, là con gái của Ngao Hưng phủ viện quân Kim Hán Trụ (鰲興府院君金漢耉) và Nguyên Phong phủ phu nhân Nguyên thị ở Nguyên Châu (原豊府夫人原州元氏).
3. Ôn Hi Tĩnh tần Lý thị (溫僖靖嬪李氏, 1691 - 1721), người ở Hàm Dương. Cung hiệu là Diên Hỗ cung (延祜宮), mẹ sinh ra Hiếu Chương Thế tử.
4. Chiêu Dụ Ánh tần Lý thị (昭裕暎嬪李氏, 1696 - 1761), người ở Toàn nghĩa. Cung hiệu là Tuyên Hi Cung (宣禧宮), mẹ sinh ra Trang Hiến Thế tử, tổ mẫu của Triều Tiên Chính Tổ.
5. Quý nhân Triệu thị (貴人趙氏, 1707-1780), người ở Phong Nhưỡng. Con gái của Triệu Thai Hưng (趙台徵) và Phác phu nhân ở Mật Dương (密陽朴氏). Sơ phong Thục viên (淑媛), cuối đời Anh Tổ tấn phong Thục nghi (淑儀). Thời kì Chính Tổ, tấn tôn làm Quý nhân.
6. Phế Thục nghi Văn thị (廢淑儀文氏, 1717 - 1776), không rõ xuất thân, vào cung làm cung nữ. Năm 1753, được Anh Tổ sủng hạnh, thăng vị Chiêu viên (昭媛). Năm 1771, thăng vị Thục nghi (淑儀), vào cuối đời Anh Tổ rất được sủng hạnh, đối với Trang Hiến Thế tử bất hòa thuận. Cuối những năm Anh Tổ trị vì, bà cùng Kim Thượng Tổ (金尚魯) âm mưu hại Thế tôn (tức Chính Tổ). Năm 1776, Chính Tổ kế vị, phế truất và ban chết.

- Vương tử:

1. Hiếu Chương Thế tử [孝章世子, 1719 – 1728], mẹ là Ôn Hi Tĩnh tần. Sơ phong là Kính Nghĩa quân (敬義君), vào năm 1724 được lập làm Vương thế tử. Sau khi Triều Tiên Chính Tổ lên ngôi, truy tặng làm Chân Tông đại vương (真宗大王). Thời Đế quốc Đại Hàn, ông được truy tặng làm Chân Tông Chiêu hoàng đế (真宗昭皇帝).
2. Trang Hiến Thế tử [莊獻世子, 1735 - 1762], mẹ là Chiêu Dụ Ánh tần. Ban đầu thụy là Tư Điệu Thế tử (思悼世子), Chính Tổ kế vị cải thành Trang Hiến (莊獻). Thời Đế quốc Đại Hàn, ông được cải thụy thành Trang Tổ Ý hoàng đế (莊祖懿皇帝).

- Vương nữ:

1. Hòa Ức Ông chúa [和億翁主, 1717 - 1718], mẹ là Ôn Hi Tĩnh tần.
2. Hòa Thuận Ông chúa [和順翁主, 1720 - 1758], mẹ là Ôn Hi Tĩnh tần. Hạ giá Nguyệt Thành úy Kim Hán Tẫn (金漢藎; 1720 - 1758).
3. Hòa Bình Ông chúa [和平翁主, 1727 - 1748], mẹ là Chiêu Dụ Ánh tần. Hạ giá lấy Cẩm Bình úy Phác Minh Nguyên (朴明源; 1725 - 1790).
4. 3 Ông chúa con gái với Chiêu Dụ Ánh tần][2].
5. Hòa Hiệp Ông chúa [和協翁主, 1731 - 1752], mẹ là Chiêu Dụ Ánh tần. Hạ giá lấy Vĩnh Thành úy Thân Quang Tuy (申光綏).
6. Ông chúa [翁主, 1735 - 1736], mẹ là Quý nhân Triệu thị.
7. Hòa Hoãn Ông chúa [廢和緩翁主, 1738 - 1808], mẹ là Chiêu Dụ Ánh tần. Hạ giá lấy Nhật Thành úy Trịnh Trí Đạt (鄭致達). Sau khi Hòa Bình ông chúa qua đời, bà được Anh Tổ yêu thương, triệu vào cung và hết mực yêu quý. Ông chúa vì thế sinh kiêu, can thiệp triều chính. Tuy với Trang Hiến Thế tử là anh em cùng mẹ, nhưng bà muôn phần bất kính. Năm 1778, bị tước phong hiệu và được phục hiệu thời Cao Tông.
8. Hòa Nhu Ông chúa [和柔翁主, 1740 - 1777], mẹ là Quý nhân Triệu thị. Hạ giá lấy Xương Thành úy Hoàng Nhân Điểm (黃仁點).
9. Hòa Ninh Ông chúa [和寧翁主, 1753 - 1821], mẹ là Phế Thục nghi. Hạ giá lấy Thanh Thành úy Thẩm Năng Kiến (沈能建; 1752 - 1817).
10. Hòa Cát Ông chúa [和吉翁主, 1754 - 1772], mẹ là Phế Thục nghi. Hạ giá lấy Lăng Thành úy Cụ Mẫn Hòa (具敏和; ? - 1800).

## Thụy hiệu
- King Yeongjo Jangsun Jihaeng Sundeok Yeongmo Uiryeol Jang-ui Hong-yun Gwang-in Donhui Checheon Geon-geuk Seonggong Sinhwa Daeseong Gwang-un Gaetae Giyeong Yomyeong Suncheol Geon-geon Gonyeong Baemyeong Sutong Gyeongnyeok Honghyu Junghwa Yungdo Sukjang Changhun Jeongmun Seonmu Huigyeong Hyeonhyo the Great of Korea.
- 영조장순지행순덕영모의렬장의홍윤광인돈희체천건극성공신화대성광운개태기영요명순철건건곤영배명수통경력홍휴중화융도숙장창훈정문선무희경현효대왕.
- 英祖莊順至行純德英謨毅烈章義洪倫光仁敦禧體天建極聖功神化大成廣運開泰基永堯明舜哲乾健坤寧配命垂統景曆洪休中和隆道肅莊彰勳正文宣武熙敬顯孝大王.
- Anh Tổ Trang Thuận Chí Hành Thuần Đức Anh Mô Nghị Liệt Chương Nghĩa Hồng Luân Quang Nhân Đôn Hy Thể Thiên Kiến Cực Thánh Công Thần Hoá Đại Thành Quảng Vận Khai Thái Cơ Vĩnh Nghiêu Minh Thuấn Triết Càn Kiến Khôn Ninh Phối Mệnh Thuỳ Thống Cảnh Lịch Hồng Hưu Trung Hoà Long Đạo Túc Trang Chương Huân Chính Văn Tuyên Vũ Hy Kính Hiển Hiếu Đại Vương.